# Реактор Fuji на расплавах солей
Реактор на расплавах солей FUJI представляет собой проект реактора-размножителя на тепловых нейтронах с ториевым топливным циклом, работающего на расплавах солей, в котором используется технология, аналогичная экспериментальному реактору на расплавленных солях Ок-Риджской национальной лаборатории — реактору с жидким фторидом тория. Его разрабатывала японская компания International Thorium Energy & Molten-Salt Technology (IThEMS) совместно с партнерами из Чехии. В качестве реактора-размножителя он превращает торий в ядерное топливо уран-233. Для достижения разумной экономии нейтронов выбранная конструкция с одной солью приводит к значительно большему возможному размеру, чем реактор с двумя солями (где бланкет отделен от активной зоны, что связано с трудностями при изготовлении / герметизации графитовых труб). Как и у всех реакторов на расплавах солей, его активная зона химически инертна и находится под низким давлением, что помогает предотвратить взрывы и выбросы токсичных веществ. Предлагаемая конструкция рассчитана на выходную мощность 200 МВт. Консорциум IThEMS планировал сначала построить гораздо меньший реактор MiniFUJI мощностью 10 МВт той же конструкции после того, как получит дополнительное финансирование в размере 300 миллионов долларов.
IThEMS закрылась в 2011 году после того, как не смогла обеспечить достаточное финансирование. Новая компания Thorium Tech Solution (TTS) была основана в 2011 году Кадзуо Фурукавой, главным научным сотрудником IThEMS, и Масааки Фурукавой. TTS приобрела дизайн FUJI и некоторые связанные с ним патенты.
Thorium Tech Solution продолжает работу над реактором, компании удалось создать консорциум с российскими и американскими участниками. По состоянию на 2021 год работы над проектом всё ещё продолжались.